# Андора на Летњим олимпијским играма 2008.
Андори је учешће на Олимпијским играма 2008. у Пекингу, било девето на Летњим олимпијским играма. До сада Андора није освојила ниједну медаљу. Олимпијски комитет Андоре је на ове Игре послао 5 спортиста (3 мушкарца и две жене) у четири различите спортске дисциплине.
На свечаном отварању Игара заставу Андоре носила је кајакашица Монтсерат Гарсија Риберајгва.

## Резултати по дисциплинама

### Атлетика

#### Мушкарци
| Атлетичар       | Дисциплина | Група    | Група | Четвртфинале | Четвртфинале | Полуфинале | Полуфинале | Финале   | Финале | Детаљи |
| Атлетичар       | Дисциплина | Резултат | Место | Резултат     | Место        | Резултат   | Место      | Резултат | Место  | Детаљи |
| --------------- | ---------- | -------- | ----- | ------------ | ------------ | ---------- | ---------- | -------- | ------ | ------ |
| Антони Бернардо | Маратон    |          |       |              |              |            |            | 2:26:29  | 58/96  |        |

#### Жене
| Атлетичарка     | Дисциплина | Група    | Група | Четвртфинале      | Четвртфинале      | Полуфинале        | Полуфинале        | Финале            | Финале            | Детаљи         |
| Атлетичарка     | Дисциплина | Резултат | Место | Резултат          | Место             | Резултат          | Место             | Резултат          | Место             | Детаљи         |
| --------------- | ---------- | -------- | ----- | ----------------- | ----------------- | ----------------- | ----------------- | ----------------- | ----------------- | -------------- |
| Монтсерат Пужол | 100 м      | 12,73    | 67/85 | Није се пласирала | Није се пласирала | Није се пласирала | Није се пласирала | Није се пласирала | Није се пласирала | [ мртва веза ] |

## Кајак/Кану

### Слалом

#### Жене
| Кајакашица                    | Дисциплина | Група   | Група | Полуфинале | Полуфинале | Финале       | Финале | Укупно            | Укупно            | Место             | Место             |                   |
| Кајакашица                    | Дисциплина | 1 вожња | Место | 2 вожња    | Место      | Укупно 1 и 2 | Место  | Време             | Место             | Време             | Место             |                   |
| ----------------------------- | ---------- | ------- | ----- | ---------- | ---------- | ------------ | ------ | ----------------- | ----------------- | ----------------- | ----------------- | ----------------- |
| Монтесерат Гарсија Риберајгва | К-1        | 166,67  | 21/21 | 102,26     | 11/21      | 268,93       | 20/21  | Није се пласирала | Није се пласирала | Није се пласирала | Није се пласирала | Није се пласирала |

## Пливање

#### Мушкарци
| Пливач                   | Дисциплина     | Група   | Група   | Полуфинале       | Полуфинале       | Финале           | Финале           | Детаљи |
| Пливач                   | Дисциплина     | Време   | Пласман | Време            | Пласман          | Време            | Пласман          | Детаљи |
| ------------------------ | -------------- | ------- | ------- | ---------------- | ---------------- | ---------------- | ---------------- | ------ |
| Осине Асијане Константин | 100 м мешовито | 4:32,00 | 29/29   | Није се пласирао | Није се пласирао | Није се пласирао | Није се пласирао |        |

## Џудо

#### Мушкарци
| Такмичар                 | Дисцип. | Коло 64        | Коло 32              | Коло 16          | Четвртфинале     | Полуфинале       | Финале           | Репасаж 1 коло      | Репасаж 2 коло   | Репасаж 3 коло   | Репасаж Финале   |
| Такмичар                 | Дисцип. | Противник Рез. | Противник Рез.       | Противник Рез.   | Противник Рез.   | Противник Рез.   | Противник Рез.   | Противник Рез.      | Противник Рез.   | Противник Рез.   | Противник Рез.   |
| ------------------------ | ------- | -------------- | -------------------- | ---------------- | ---------------- | ---------------- | ---------------- | ------------------- | ---------------- | ---------------- | ---------------- |
| Данијел Гарсија Гонзалес | -66 кг  | Слободан       | Аренсибија Куба Пор. | Није се пласирао | Није се пласирао | Није се пласирао | Није се пласирао | Ел Хади Египат Пор. | Није се пласирао | Није се пласирао | Није се пласирао |